# Campionato europeo maschile under 21 di calcio 2006
Il Campionato di calcio europeo Under-21 2006, 15ª edizione del Campionato europeo di calcio Under-21 organizzato dalla UEFA (l'ultima in anno pari), si è svolto in Portogallo dal 23 maggio al 4 giugno 2006. L'edizione è stata vinta dall'Paesi Bassi per la prima volta nella storia.
Le fasi di qualificazione hanno avuto luogo tra il 4 settembre 2004 e il 12 ottobre 2005 e hanno designato le otto nazionali finaliste. Tra queste il 15 dicembre 2005 è stato designato il Portogallo quale nazione ospitante la fase finale.
La fase finale in Portogallo si è svolta in due gironi all'italiana da quattro squadre ciascuno con partite di sola andata. Le due vincenti (Francia e Ucraina) e le due seconde (Serbia e Montenegro e Paesi Bassi) si sono incrociate nelle partite di semifinale. La finale si è disputata il 4 giugno 2006 tra le formazioni dell'Ucraina e dell'Olanda.

## Qualificazioni

### Squadre qualificate
| Squadra                                             | Data            |
| --------------------------------------------------- | --------------- |
| Danimarca                                           | 19 ottobre 2005 |
| Francia                                             | 18 ottobre 2005 |
| Germania                                            | 18 ottobre 2005 |
| Italia                                              | 19 ottobre 2005 |
| Paesi Bassi                                         | 18 ottobre 2005 |
| Portogallo (in seguito designata nazione ospitante) | 18 ottobre 2005 |
| Serbia e Montenegro                                 | 19 ottobre 2005 |
| Ucraina                                             | 19 ottobre 2005 |

## Stadi
Sono 6 gli stadi scelti per ospitare la manifestazione:
| Città     | Stadio                      | Capacità |
| --------- | --------------------------- | -------- |
| Aveiro    | Estádio Municipal de Aveiro | 30.970   |
| Braga     | Estádio Municipal de Braga  | 30.154   |
| Guimarães | Estádio D. Afonso Henriques | 30.146   |
| Porto     | Estádio do Bessa Século XXI | 30.000   |
| Barcelos  | Estádio Cidade de Barcelos  | 12.374   |
| Águeda    | Estádio Municipal de Águeda | 10.000   |

## Gironi finali

### Girone A

#### Classifica
| Pos. | Squadra             | Pt | G | V | N | P | GF | GS | DR |
| ---- | ------------------- | -- | - | - | - | - | -- | -- | -- |
| 1.   | Francia             | 9  | 3 | 3 | 0 | 0 | 6  | 0  | +6 |
| 2.   | Serbia e Montenegro | 3  | 3 | 1 | 0 | 2 | 2  | 3  | -1 |
| 4.   | Portogallo          | 3  | 3 | 1 | 0 | 2 | 1  | 3  | -2 |
| 4.   | Germania            | 3  | 3 | 1 | 0 | 2 | 1  | 4  | -3 |

#### Risultati
| Arbitro: | Gumienny |

|  |           |              |
|  | Marcatori | 61’ Polanski |

| Arbitro: | Webb |

|  |           |                 |
|  | Marcatori | 41’ (aut.) Vale |

| Arbitro: | Undiano Mallenco |

|                                             |           |  |
| Sinama-Pongolle 45’ Gouffran 71’ Mavuba 75’ | Marcatori |  |

| Arbitro: | Hansson |

|  |           |                                   |
|  | Marcatori | 17’ (aut.) Zé Castro 65’ Ivanović |

| Arbitro: | Yefet |

|  |           |                |
|  | Marcatori | 90+4’ Moutinho |

| Arbitro: | Lehner |

|                              |           |  |
| Bergougnoux 33’ Toulalan 54’ | Marcatori |  |

### Girone B

#### Classifica
| Pos. | Squadra     | Pt | G | V | N | P | GF | GS | DR |
| ---- | ----------- | -- | - | - | - | - | -- | -- | -- |
| 1.   | Ucraina     | 6  | 3 | 2 | 0 | 1 | 4  | 3  | +1 |
| 2.   | Paesi Bassi | 4  | 3 | 1 | 1 | 1 | 3  | 3  | 0  |
| 3.   | Italia      | 4  | 3 | 1 | 1 | 1 | 4  | 4  | 0  |
| 4.   | Danimarca   | 2  | 3 | 0 | 2 | 1 | 5  | 6  | -1 |

#### Risultati
| Arbitro: | Lehner |

|                                |           |               |
| Milevskiy 39’ (rig.) Fomin 51’ | Marcatori | 90+2’ Luirink |

| Arbitro: | Yefet |

|                                       |           |                                        |
| Potenza 16’ Potenza 61’ Chiellini 90’ | Marcatori | Würtz 21’ Kahlenberg 33’ Andreasen 41’ |

| Arbitro: | Gumienny |

|                |           |               |
| Kahlenberg 48’ | Marcatori | 38’ Huntelaar |

| Arbitro: | Webb |

|                 |           |  |
| Chiellini 90+3’ | Marcatori |  |

| Arbitro: | Hansson |

|               |           |  |
| De Ridder 74’ | Marcatori |  |

| Arbitro: | Undiano Mallenco |

|                |           |                         |
| Kahlenberg 43’ | Marcatori | 31’ Fomin 84’ Milevskiy |

## Fase a eliminazione diretta
|  | Semifinali | Semifinali          | Semifinali |         |             | Finale      | Finale | Finale |  |
|  |            |                     |            |         |             |             |        |        |  |
|  | 1A         | Francia             | 2          |         |             |             |        |        |  |
|  | 1A         | Francia             | 2          |         |             |             |        |        |  |
|  | 2B         | Paesi Bassi         | 3          |         |             |             |        |        |  |
|  | 2B         | Paesi Bassi         | 3          |         | Paesi Bassi | Paesi Bassi | 3      |        |  |
|  |            |                     |            |         | Paesi Bassi | Paesi Bassi | 3      |        |  |
|  |            |                     | Ucraina    | Ucraina | 0           |             |        |        |  |
|  | 1B         | Ucraina (dtr)       | Ucraina    | Ucraina | 0           | 0 (5)       |        |        |  |
|  | 1B         | Ucraina (dtr)       |            |         |             |             |        |        |  |
|  | 2A         | Serbia e Montenegro | 0 (4)      |         |             |             |        |        |  |

### Semifinali
| Arbitro: | Undiano Mallenco |

|                             |           |                            |
| Faubert 51’ Bergougnoux 85’ | Marcatori | 6’ 107’ Hofs 38’ Huntelaar |

| Arbitro: | Webb |

|                                                 |                      |                                                        |
| Aliyev Fomin Čyhryns'kyj Godin Jacenko Maksymov | Tiri di rigore 5 – 4 | Janković Milijaš Dejan Milovanović Basta Lomić Purović |

### Finale
| Arbitro: | Hansson |

|                                     |           |  |
| Huntelaar 11’ 43’ (rig.) Hofs 90+4’ | Marcatori |  |

## Classifica marcatori
4 gol
- Klaas Jan Huntelaar

3 gol
- Thomas Kahlenberg
- Nicky Hofs

2 gol
- Bryan Bergougnoux
- Ruslan Fomin
- Artem Milevskiy

1 gol
- Leon Andreasen
- Rasmus Würtz
- Julien Faubert
- Yoan Gouffran
- Rio Antonio Mavuba
- Florent Sinama-Pongolle

- Jérémy Toulalan
- Eugen Polanski
- Rolando Bianchi
- Giorgio Chiellini
- Raffaele Palladino
- Alessandro Potenza

- Gijs Luirink
- Daniël de Ridder
- João Moutinho
- Branislav Ivanović